# Embalse de Kapchagay
El embalse de Kapchagay, también conocido como embalse Qapshaghay Bogeni y, a veces como lago Kapchagay, es uno de los más importantes embalses de Asia Central, una gran reserva de agua localizada en la provincia de Almaty, en el sureste de Kazajistán, a unos 60 kilómetros al norte de la capital provincial de Almatý, antigua capital de la ex-república soviética. El embalse tiene 180 kilómetros de largo y una superficie de 1847 km² (el 37.º del mundo por área) y se formó por la construcción de una central hidroeléctrica en el río Ilí, un destacado río que fluye desde las montañas en el este, hacia el lago Baljash hacia el noroeste. Lleva el nombre de la ciudad de Kapchagay, que se encuentra en su margen occidental, una ciudad fundada en 1970 y que contaba en 2009 con 39 485 habitantes. Durante los meses de verano el lago atrae a un buen número de turistas de Almatý, que frecuentan sus costas con playas los fines de semana.

## Preocupaciones ambientales
La presa Kapchagay se completó a finales de 1969 y comenzó lentamente el llenado del embalse en 1970, durante un período de 20 años. El proyecto hidroeléctrico también consideró que el lago podría proporcionar una fuente abundante agua y de riego para la agricultura en las zonas áridas de la región. Sin embargo, los ambientalistas han expresado su profunda preocupación por su impacto ambiental sobre el lago Baljash, dado que el equilibrio y el balance hídrico se han visto seriamente perturbados. Entre 1970 y 1985, el volumen del lago Baljash, para alimentar directamente el embalse de Kapchagay,  disminuyó en 39 km³ y en 1987 el Baljash había alcanzado el menor nivel de siempre, cayendo cerca de 2,2 m de profundidad. Sin embargo, en 1988, esta situación mejoró cuando el volumen de Baljash se incrementó una vez más con la descarga de los ríos del este, aunque la calidad del agua ha sido reducida drásticamente y se volvió cada vez más salina.

### Pesca y agricultura
El embalse ha tenido un gran impacto sobre las poblaciones de peces, especialmente teniendo en cuenta que operaciones comerciales de pesca se han practicado en el embalse, alimentando la economía local. En 1975, se registraron en el embalse 24 especies de peces pero, en 1980, la cifra disminuyó a 18, afectando directamente a la industria. Sin embargo, entre 1985 y 1991 cuando el río alcanzó su capacidad actual, las poblaciones de peces en el lago se estabilizaron y desde 1980 ha habido un marcado crecimiento en la industria pesquera después de su caída en 1970. El embalse también ha sido responsable de la subida del nivel del agua subterránea que ha hecho imposible el cultivo en las tierras adyacentes al lago en muchas partes. Como resultado, muchas aldeas agrícolas en la zona, como Akozek, Kerbulak y Chengildi se encuentran localizadas a varios kilómetros del lago, más que en sus orillas.

## Imágenes

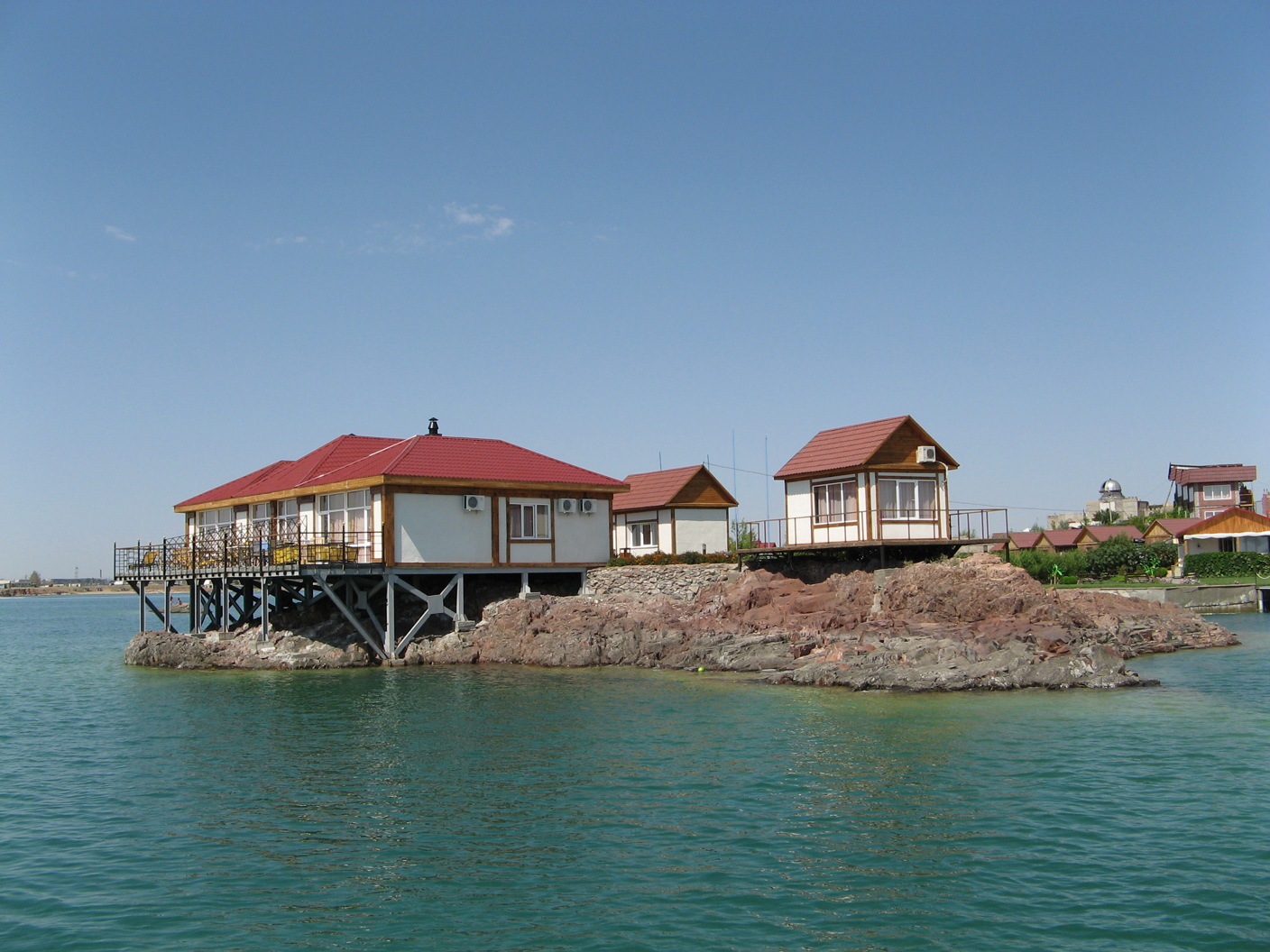
Vista del lago artificial
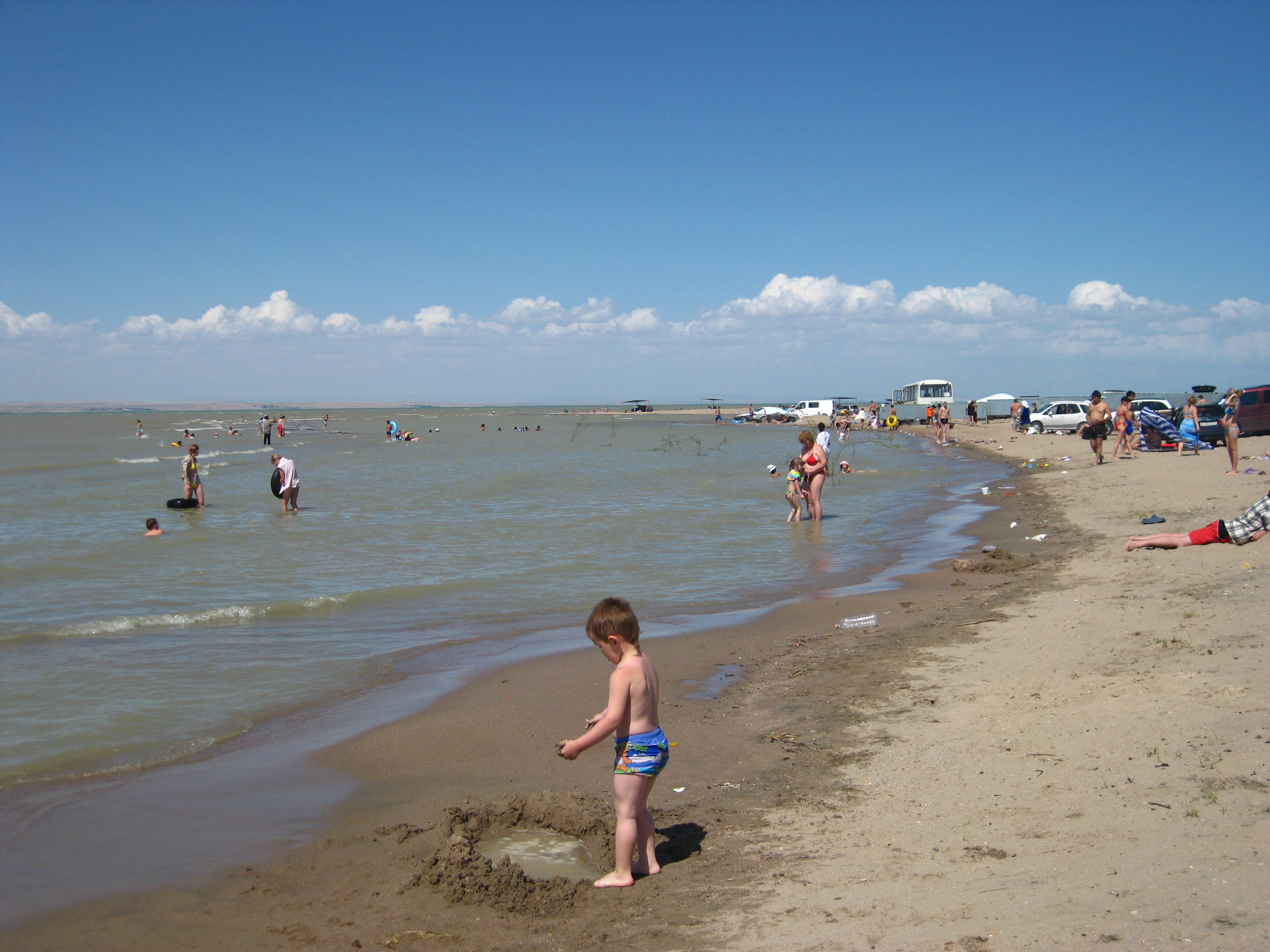
Bañistas en las playas del embalse
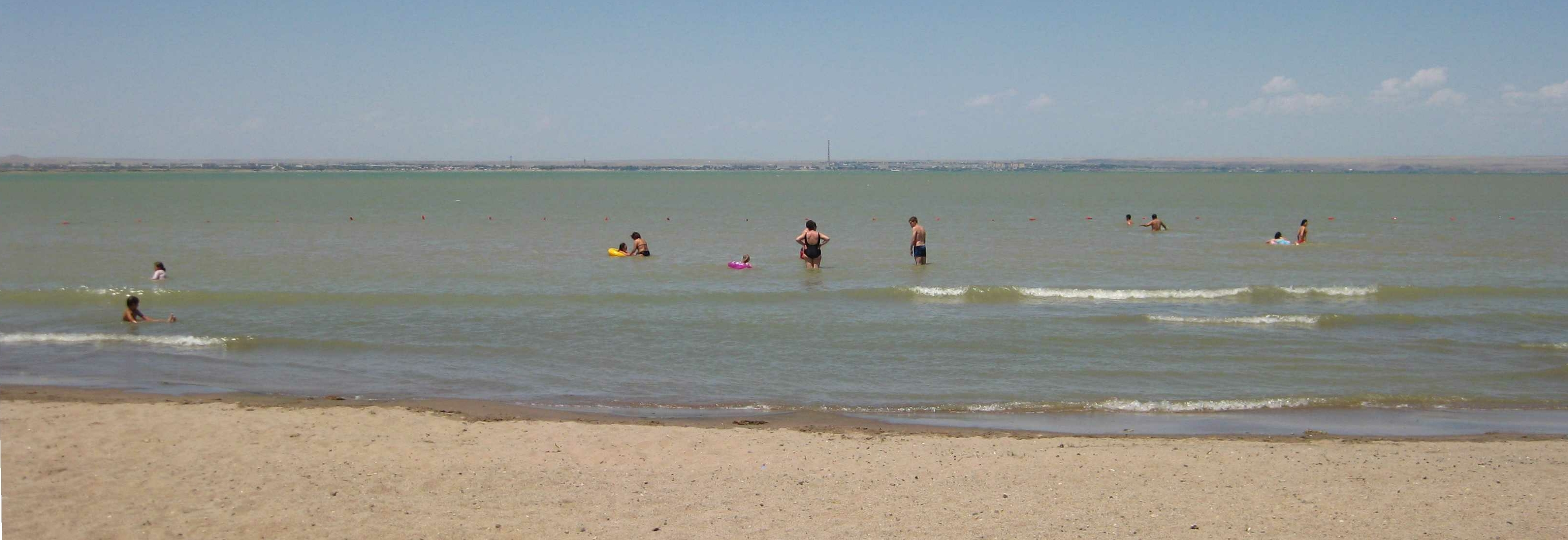